# المجلس الوطني التأسيسي التونسي (2011-2014)
المجلس الوطني التأسيسي هو مجلس تأسيسي متكون من 217 عضوًا تم انتخابهم من قبل التونسيين الذين سجلوا في الانتخابات في الإعلان المشهور وقيت باش تقيد أو من الذين تم تسجيلهم آليا لأنهم لم يقوموا بالتسجيل، والتي جرت في 23 أكتوبر 2011 .و قد وضع هذا المجلس دستورا جديدا للبلاد التونسية. فاز حزب حركة النهضة بالنصيب الأوفر من مقاعد مجلس بحصوله على 89 مقعد ثم تلاه حزب المؤتمر من أجل الجمهورية بعدد 29 مقعد، فيما حلت قوائم العريضة الشعبية ثالثا بنصيب 26 مقعد. وأعتبر نجاح قوائم العريضة الشعبية في نيل المرتبة الثالثة بمثابة مفاجأة في أوساط المتابعين.
بدأ التصويت على الدستور فصلا فصلا في 4 يناير 2014، بعد سنتين من المشاورات والكتابات والحوارات. وتم الإنتهاء من المصادقة على الدستور فصلا فصلا في 23 يناير 2014، بينما تم المصادقة عليه برمته في جلسة عامة في 25 يناير 2014، وأخيرا وقع ختم الدستور من قبل رئيس الجمهورية التونسية المنصف المرزوقي، ورئيس الحكومة علي العريض، ورئيس المجلس الوطني التأسيسي مصطفى بن جعفر في جلسة ممتازة في 27 يناير 2014. وبهذا تم الإنتهاء من الدستور.

منذ بداية أشغال المجلس التأسيسي، توفي نائبان والأول هو محمد البراهمي الذي أغتيل في 25 يوليو 2013، والثاني محمد العلوش في 22 يناير 2014 جراء نوبة قلبية.

وعقد المجلس آخر جلساته الخميس 20 نوفمبر 2014.

## خلفية

### التاريخ
شهدت تونس المجلس القومي التأسيسي التونسي 1956 بعد أيام من الاستقلال وقد قرر إلغاء النظام الملكي وإعلان الجمهورية في 25 يوليو 1957 وتعيين السيد الحبيب بورڨيبة أول رئيس للجمهورية التونسية.
كذلك وقع انتخاب مجلس وطني تأسيسي يوم 23 أكتوبر 2011 وذلك بعد الثورة التونسية التي أطاحت بنظام الرئيس زين العابدين بن علي.

### مهام المجلس
مهام المجلس هي:
- تمثيل السلطة التشريعية بجميع مهامها.
- إنتخاب رئيس المجلس ورئيس الجمهورية والمصادقة على الحكومة ورئيسها.
- مراقبة الحكومة.
- كتابة دستور تونس الجديد.

## تشكيل المجلس

### انتخابات المجلس

محرك بحث قوقل يوم 23 أكتوبر 2011، برموز صندوق الإقتراع والعلم التونسي، بمناسبة السعي إلى إنجاز أول إنتخابات ديموقراطية بعد الثورة والإطاحة بنظام بن علي.

انتخابات المجلس التأسيسي في تونس، عرفت بأنها أول انتخابات ديمقراطية وشفافة في تاريخ البلاد. وتم تنظيمها بين 20 و23 أكتوبر 2011 بهدف انتخاب 217. 686 11 مترشح يمثلون 517 1 قائمة بين ائتلافية وحزبية ومستقلة.

بدأت الحملة الانتخابية في 1 أكتوبر واختتمت في 21 أكتوبر.

### أعضاء المجلس

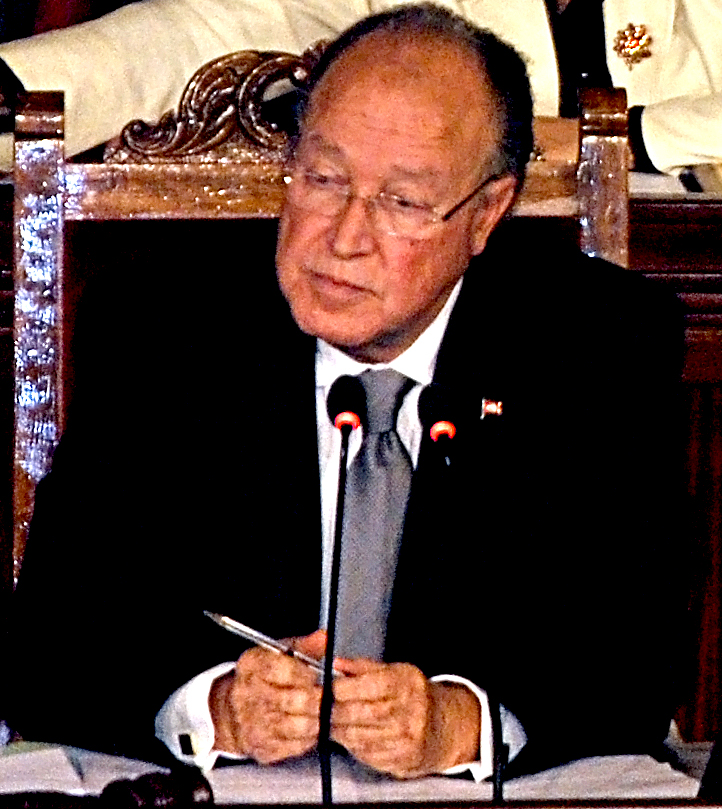
مصطفى بن جعفر الرئيس التكتل
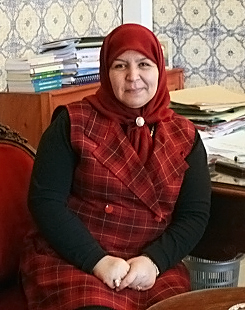
محرزية العبيدي النائب الأول للرئيس حركة النهضة
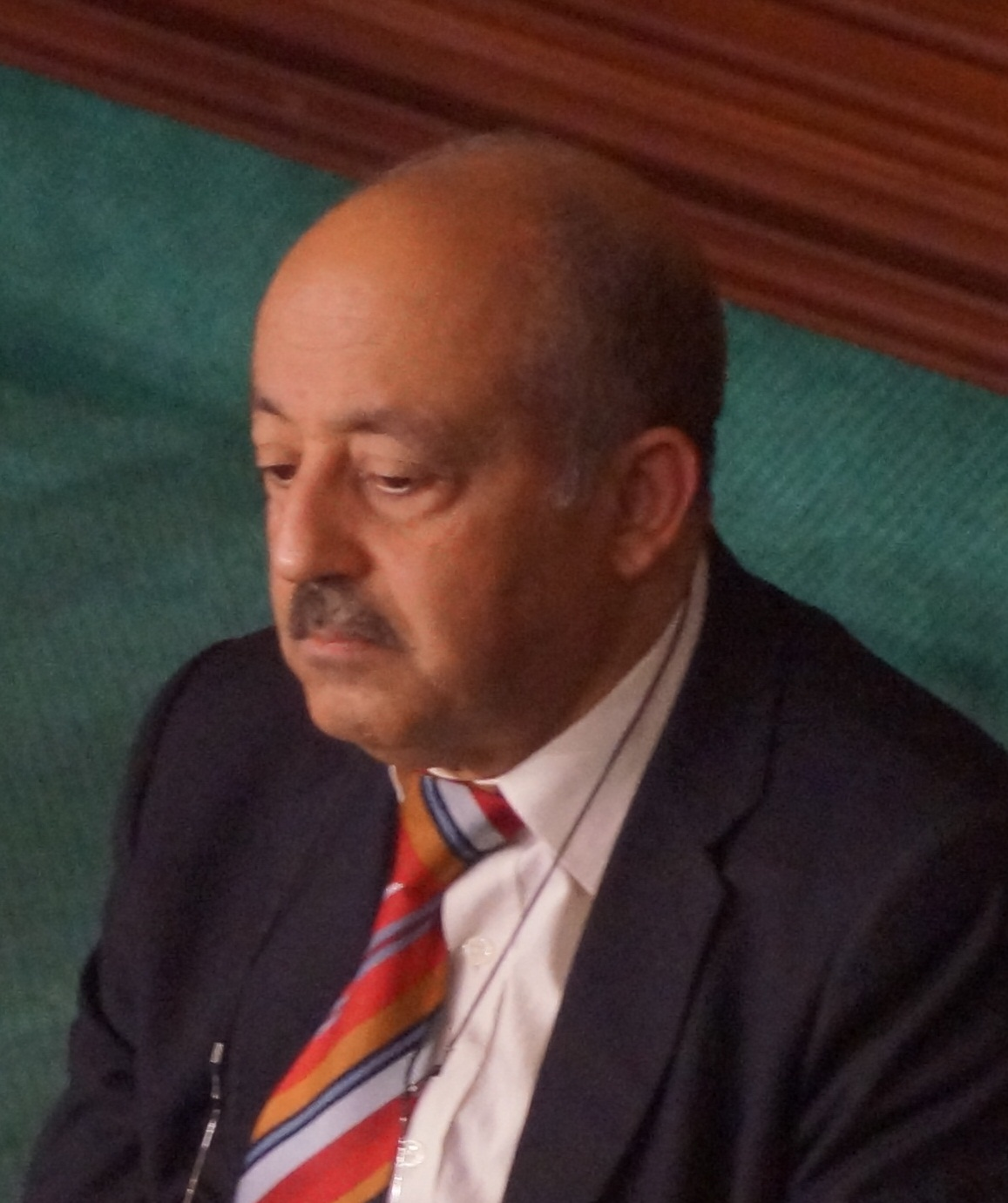
العربي بن صالح عبيد النائب الثاني للرئيس المؤتمر ثم التكتل

على الرغم من قانون التناصف في القوائم بين الرجال والنساء، الأغلبية المطلقة لرؤساء القوائم كانوا من الرجال. احتوى المجلس على 217 نائب منهم 49 امرأة فقط بنسبة 24% منهم كذلك 42 من حركة النهضة الإسلامية. عدة نساء دخلت المجلس خلال بقية مدة العمل، وذلك لتعويض مقاعد الوزراء وكتاب الدولة والرؤساء الثلاثة. في نهاية مدة المجلس كان المجلس يحتوي على 67 امرأة بنسبة 31% منهم كذلك 41 من النهضة.

شهد المجلس سياحة حزبية كبيرة وتغيرت عدة مقاعد لكل الأحزاب، النهضة من جهتها هي كانت من أكثر من حافظ على نوابه، وكانوا كالتالي:
| الحزب                            | النواب عند بداية أعمال المجلس | النواب عند نهاية أعمال المجلس | التغييرات                                   |
| -------------------------------- | ----------------------------- | ----------------------------- | ------------------------------------------- |
| حركة النهضة                      | 89                            | 85                            |                                             |
| مستقلين                          | 8                             | 16                            |                                             |
| المؤتمر من أجل الجمهورية         | 29                            | 12                            |                                             |
| التكتل                           | 20                            | 12                            |                                             |
| التحالف الديمقراطي               | 0                             | 11                            | لم يكن موجود في بداية المجلس وتكون بعد ذلك. |
| القطب الديمقراطي الحداثي         | 5                             | 10                            |                                             |
| العريضة الشعبية                  | 26                            | 7                             | أصبحت بعد ذلك حزب تيار المحبة.              |
| الحزب الجمهوري                   | 0                             | 7                             | لم يكن موجود في بداية المجلس وتكون بعد ذلك. |
| حركة وفاء                        | 0                             | 7                             | لم يكن موجود في بداية المجلس وتكون بعد ذلك. |
| حزب صوت شعب تونس                 | 0                             | 6                             | لم يكن موجود في بداية المجلس وتكون بعد ذلك. |
| حزب الأمان                       | 0                             | 5                             |                                             |
| نداء تونس                        | 0                             | 5                             | لم يكن موجود في بداية المجلس وتكون بعد ذلك. |
| حزب حركة الجمهورية               | 0                             | 4                             | لم يكن موجود في بداية المجلس وتكون بعد ذلك. |
| آفاق تونس                        | 4                             | 4                             |                                             |
| حزب البناء الوطني                | 0                             | 4                             | لم يكن موجود في بداية المجلس وتكون بعد ذلك. |
| المبادرة                         | 5                             | 3                             |                                             |
| حزب العمال الشيوعي               | 3                             | 3                             |                                             |
| حزب التيار الديمقراطي            | 0                             | 3                             | لم يكن موجود في بداية المجلس وتكون بعد ذلك. |
| حركة الشعب/التيار الشعبي         | 2                             | 2                             |                                             |
| الاتحاد الوطني الحر              | 1                             | 2                             |                                             |
| حزب الوطنيين الديمقراطيين الموحد | 1                             | 1                             |                                             |
| الحزب الجمهوري المغاربي          | 1                             | 1                             |                                             |
| الحركة التونسية للحرية والكرامة  | 0                             | 1                             | لم يكن موجود في بداية المجلس وتكون بعد ذلك. |
| حزب الخيار الثالث                | 0                             | 1                             | لم يكن موجود في بداية المجلس وتكون بعد ذلك. |
| الحزب الشعبي التقدمي             | 0                             | 1                             | لم يكن موجود في بداية المجلس وتكون بعد ذلك. |
| الحركة الدستورية                 | 0                             | 1                             | لم يكن موجود في بداية المجلس وتكون بعد ذلك. |
| حزب الرفاه                       | 0                             | 1                             | لم يكن موجود في بداية المجلس وتكون بعد ذلك. |
| الجبهة الوطنية التونسية          | 0                             | 1                             | لم يكن موجود في بداية المجلس وتكون بعد ذلك. |
| حركة الإقلاع إلى المستقبل        | 0                             | 1                             | لم يكن موجود في بداية المجلس وتكون بعد ذلك. |
| الحزب الديمقراطي التقدمي         | 16                            | -                             | تحالف مع أحزاب أخرى وأصبح الحزب الجمهوري.   |
| حركة الديمقراطيين الاشتراكيين    | 2                             | -                             | النائبان تحول لحزب أخر.                     |
| حزب الأمة الثقافي الوحدوي        | 1                             | -                             | النائب تحول لحزب أخر.                       |
| حزب النضال التقدمي               | 1                             | -                             | النائب تحول لحزب أخر.                       |
| حزب الأمة الديمقراطي الاجتماعي   | 1                             | -                             | النائب تحول لحزب أخر.                       |
| الحزب الدستوري الجديد            | 1                             | -                             | النائب تحول لحزب أخر.                       |
| حزب العدالة والمساواة            | 1                             | -                             | النائب تحول لحزب أخر.                       |
| المجموع                          | 217                           | 217                           |                                             |

### الكتل الحزبية
| الكتلة                        | الأعضاء عند بداية المجلس | الأعضاء عند نهاية المجلس | التغييرات | رئيس الكتلة          |
| ----------------------------- | ------------------------ | ------------------------ | --------- | -------------------- |
| كتلة حركة النهضة              | 89                       | 87                       |           | الصحبي عتيق          |
| الكتلة الديمقراطية            | 30                       | 18                       |           | سلمى بكار            |
| كتلة المؤتمر من أجل الجمهورية | 29                       | 14                       |           | هيثم بلقاسم          |
| كتلة الانتقال الديمقراطي      | -                        | 14                       |           | عبد الرزاق الخلولي   |
| كتلة التكتل                   | 22                       | 12                       |           | مولدي الرياحي        |
| كتلة التحالف الديمقراطي       | -                        | 10                       |           | محمد الحامدي         |
| كتلة حركة وفاء                | 9                        | 10                       |           | عبد الرؤوف العيادي   |
| كتلة العريضة الشعبية          | 26                       | -                        | تم حلها   | محمد بن يوسف الحامدي |
| كتلة الحرية والديقمراطية      | 13                       | -                        | تم حلها   | عبد المنعم كرير      |
| كتلة الحرية والكرامة          | 12                       | -                        | تم حلها   | محمد الطاهر الإلاهي  |
| كتلة المستقلين الأحرار        | 10                       | -                        | تم حلها   | صالح شعيب            |

يوجد 52 نائب غير منتمي إلى أي كتلة.

## الأعمال
أول جلسة للمجلس كانت في 22 نوفمبر 2011 في قصر باردو المقر القديم لمجلس النواب. تم تحديد هذا التاريخ من قبل حكومة الباجي قائد السبسي والرئيس فؤاد المبزع.

### انتخاب رئيس المجلس

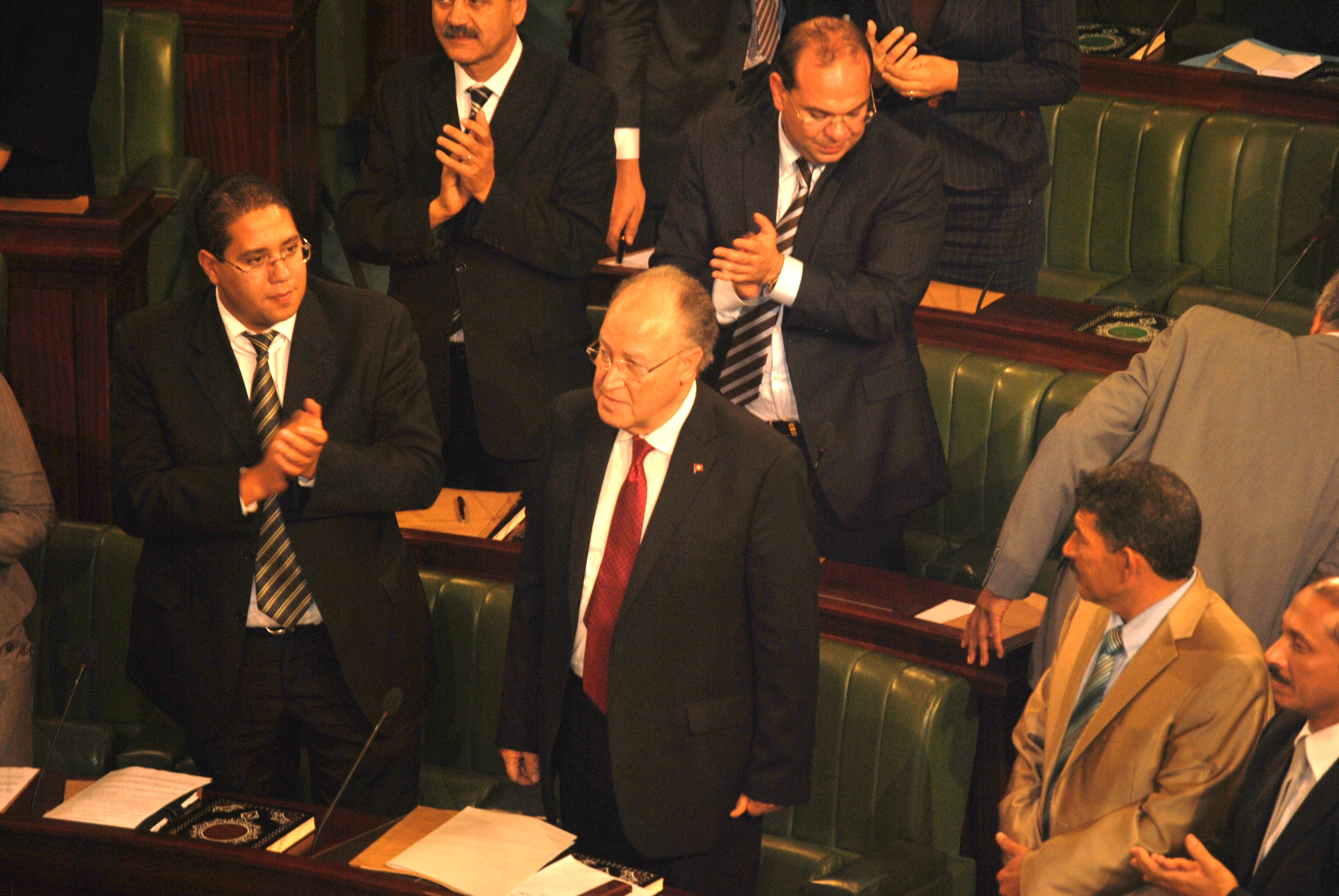
مصطفى بن جعفر في تحيته لأعضاء المجلس في لحظة فوزه برئاسة المجلس الوطني التأسيسي ضد منافسته مية الجريبي.

ترشح لإنتخابات رئاسة المجلس كل من مصطفى بن جعفر (التكتل) ومية الجريبي (الحزب الجمهوري).
أما انتخابات نواب الرئيس فقد ترشح العديد ولكن فاز ببقعة النائب الأول محرزية العبيدي (حركة النهضة) والنائب الثاني العربي بن صالح عبيد (المؤتمر من أجل الجمهورية).
بن جعفر والعبيدي وعبيد كانوا ممثلين عن الأحزاب الثلاثة المكونة للترويكا، وهذا ما يفسر فوزهم.
| المترشح                    | الحزب                      | الأصوات | النسبة |
| -------------------------- | -------------------------- | ------- | ------ |
| مصطفى بن جعفر              | التكتل                     | 145     | 68.08% |
| مية الجريبي                | الحزب الديمقراطي التقدمي   | 68      | 31.92% |
| المسجلين                   | المسجلين                   | 217     | 100%   |
| المصوتين                   | المصوتين                   | 215     | 99.08% |
| الأوراق البيضاء أو التالفة | الأوراق البيضاء أو التالفة | 2       | 0.92%  |
| الأوراق الصحيحة            | الأوراق الصحيحة            | 213     | 99.07% |

### انتخاب رئيس الجمهورية التونسية
تم انتخاب رئيس الجمهورية التونسية في 12 ديسمبر 2011. عشرة نواب قدموا ترشحهم: المنصف المرزوقي، محمد المجدوب، معاوية بلحاج، فرج السالمي، أحمد بن نفسية، وحيد ذياب، صادق فرشيشي، محمد قدور، محمد وصيفي، عبد الفتاح القرقوري. 

8 مترشحين لم يستطيعوا تجميع 15 توقيع لازم للترشح لذلك تم رفضهم، 1 لم يحترم شرط السن القانونية للترشح، 1 فقط احترم كل الشروط اللازمة للترشح وهو المنصف المرزوقي.

فاز المنصف المرزوقي بالانتخابات بمجموع 153 صوت مقابل 2 إمتناع و44 ورقة بيضاء أو تالفة، وبهذا خلف فؤاد المبزع في منصب رئيس الجمهورية. بدأ مهامه من الغد.
| المترشح                    | الحزب                      | الأصوات | النسبة |
| -------------------------- | -------------------------- | ------- | ------ |
| المنصف المرزوقي            | المؤتمر من أجل الجمهورية   | 153     | 75.74% |
| المسجلين                   | المسجلين                   | 217     | 100%   |
| المصوتين                   | المصوتين                   | 202     | 93.08% |
| الأوراق البيضاء أو التالفة | الأوراق البيضاء أو التالفة | 46      | 22.77% |
| الأوراق الصحيحة            | الأوراق الصحيحة            | 156     | 77.22% |

### القانون المؤقت للسلط العمومية
قانون التنظيم المؤقت للسلط العمومية هو قانون أو دستور مؤقت لتونس لتنظيم سلطه والحياة العامة فيه وذلك بعد إلغاء دستور تونس 1959 فانتظار الدستور الجديد. تم الموافقة على هذا القانون في 10 ديسمبر بموافقة 141 ورفض 37.

### انتخاب المقرر العام للدستور
في 1 فبراير 2012، تم انتخاب الحبيب خضر (حركة النهضة) ليكون مقررا عاما للدستور وكان ينافس الفاضل موسى.
| المترشح                    | الحزب                      | الأصوات | النسبة |
| -------------------------- | -------------------------- | ------- | ------ |
| الحبيب خضر                 | حركة النهضة                | 114     | 58.16% |
| الفاضل موسى                | القطب الديمقراطي الحداثي   | 83      | 41.84% |
| المسجلين                   | المسجلين                   | 217     | 100%   |
| المصوتين                   | المصوتين                   | 197     | 90.78% |
| الأوراق البيضاء أو التالفة | الأوراق البيضاء أو التالفة | 1       | 0.46%  |
| الأوراق الصحيحة            | الأوراق الصحيحة            | 196     | 90.32% |

### ملخص أعمال المجلس
بعد نهاية أعمال المجلس، يمكن تلخيص أهم أعماله في:
- في 2012:
  - 27 مشروع قانون تمت المصادقة عليه.[4]
  - أهمها الهيئة العليا المستقلة للانتخابات، وقد تم ذلك في: 16 جلسة عامة منها 9 برئاسة مصطفى بن جعفر، و6 برئاسة محرزية العبيدي، و5 برئاسة العربي بن صالح عبيد وكذلك 47 ساعة من المداولات.
- في 2013:
  - 54 مشروع قانون تمت المصادقة عليه.[5]
  - أهمها الهيئة الوقتية للقضاء العدلي، وقد تم ذلك في: 8 جلسات عامة منها 1 برئاسة مصطفى بن جعفر، و5 برئاسة محرزية العبيدي، و2 برئاسة العربي بن صالح عبيد وكذلك 20 ساعة من المداولات.
  - وأهمها قانون العدالة الإنتقالية، وقد تم ذلك في: 2 جلسات عامة منها 1 برئاسة مصطفى بن جعفر، و2 برئاسة محرزية العبيدي وكذلك 15 ساعة من المداولات.
- في 2014:
  - 57 مشروع قانون تمت المصادقة عليه.[6]
  - أهمها دستور تونس 2014، وقد تم ذلك في: 18 جلسة عامة منها 14 برئاسة مصطفى بن جعفر، و11 برئاسة محرزية العبيدي وكذلك 66 ساعة من المداولات.
  - وأهمها الهيئة الوقتية لمراقبة دستورية مشاريع القوانين، وقد تم ذلك في: 4 جلسات عامة منها 2 برئاسة مصطفى بن جعفر، و3 برئاسة محرزية العبيدي، و1 برئاسة العربي بن صالح عبيد وكذلك 17 ساعة من المداولات.
  - وأهمها القانون الإنتخابي، وقد تم ذلك في: 13 جلسة عامة منها 1 برئاسة مصطفى بن جعفر، و7 برئاسة محرزية العبيدي، و5 برئاسة العربي بن صالح عبيد وكذلك 43 ساعة من المداولات.
  - وأهمها الطاقات المتجددة، وقد تم ذلك في: 4 جلسات عامة برئاسة محرزية العبيدي وكذلك 16 ساعة من المداولات.

## اللجان

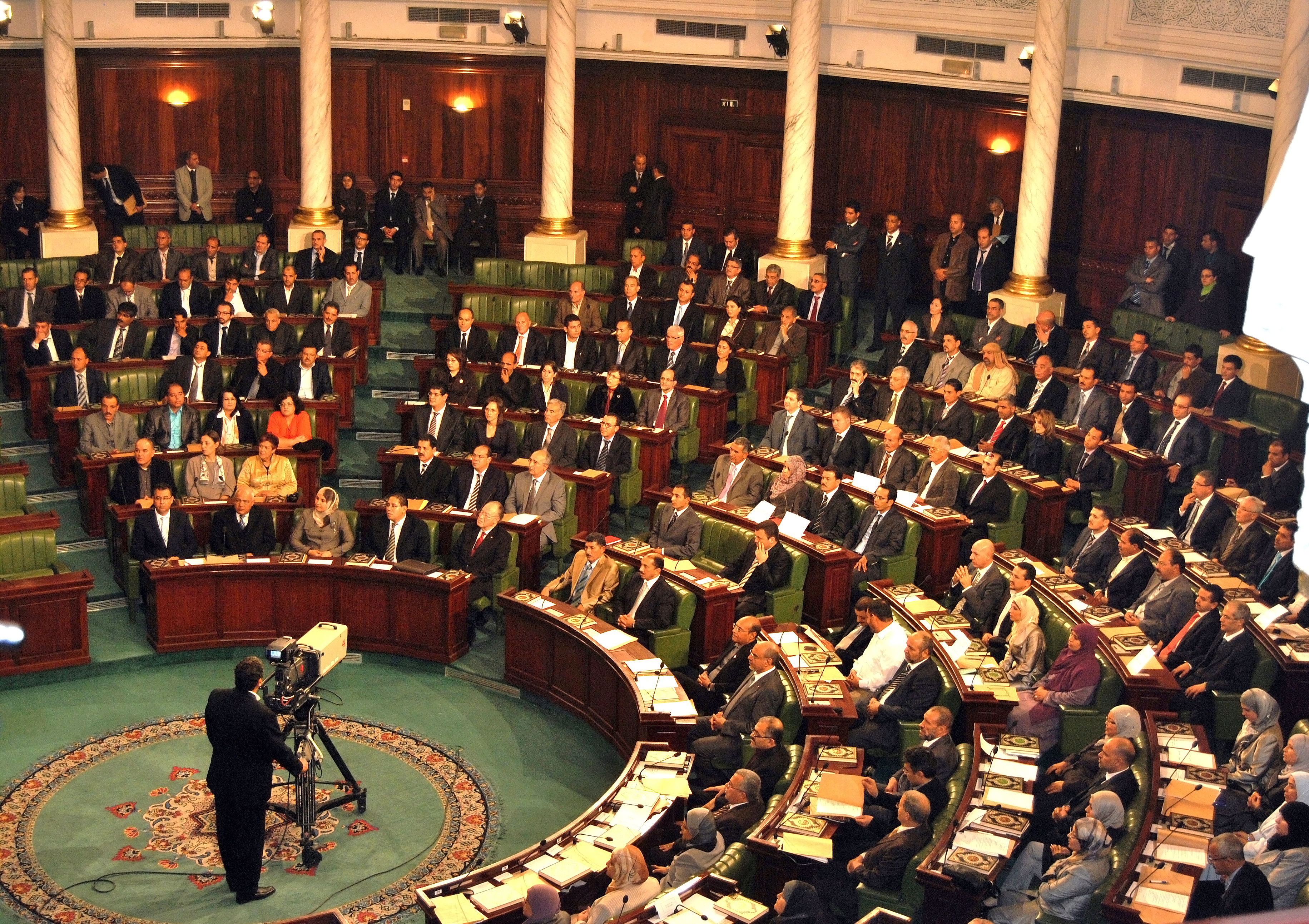
أول جلسة عامة يعقدها المجلس بعد جلسة افتتاح المجلس الوطني التأسيسي.

### اللجان التأسيسية الرئيسية
| اللجنة                                                  | الرئيس                           | نائب الرئيس                         | المقرر                               | المقرر المساعد الأول                 | المقرر المساعد الثاني                  |
| ------------------------------------------------------- | -------------------------------- | ----------------------------------- | ------------------------------------ | ------------------------------------ | -------------------------------------- |
| لجنة التوطئة والمبادئ الأساسية وتعديل الدستور           | الصحبي عتيق (كتلة حركة النهضة)   | لبنى الجريبي (كتلة التكتل)          | عبد المجيد النجار (كتلة حركة النهضة) | هاجر عزيز (كتلة حركة النهضة)         | فؤاد ثامر (الكتلة الديمقراطية)         |
| لجنة الحقوق والحريات                                    | فريدة العبيدي (كتلة حركة النهضة) | سلمى بكار (الكتلة الديمقراطية)      | إياد الدهماني (الكتلة الديمقراطية)   | أحمد السميعي (كتلة حركة النهضة)      | حسناء مرسيط (كتلة المؤتمر)             |
| لجنة السلطة التشريعية والسلطة التنفيذية والعلاقة بينهما | عمر الشتوي (كتلة المؤتمر)        | زياد العذاري (كتلة حركة النهضة)     | صالحة بن عائشة (كتلة حركة النهضة)    | كمال السعداوي (كتلة الحرية والكرامة) | إقبال المصدع (كتلة المؤتمر)            |
| لجنة القضاء العدلي والإداري والمالي والدستوري           | فاضل موسى (الكتلة الديمقراطية)   | فطوم الأسود (كتلة حركة النهضة)      | لطيفة حباشي (كتلة حركة النهضة)       | كمال بن رمضان (كتلة حركة النهضة)     | سليم بن عبد السلام (كتلة التكتل)       |
| لجنة الهيئات الدستورية                                  | جمال الطوير (كتلة التكتل)        | عبد العزيز شعبان (كتلة حركة النهضة) | ربيع العابدي (كتلة المؤتمر)          | منير بن هنية (كتلة حركة النهضة)      | نادية شعبان (الكتلة الديمقراطية)       |
| لجنة الجماعات العمومية الجهوية والمحلية                 | عماد الحمامي (كتلة حركة النهضة)  | نزار المخلوفي (كتلة المؤتمر)        | فيصل الجدلاوي (كتلة التكتل)          | حافظ الأسود (كتلة حركة النهضة)       | طارق بوعزيز (كتلة الحرية والديمقراطية) |

اللجان التشريعية:
- لجنة المالية والتخطيط والتنمية: الفرجاني دغمان (الرئيس, حركة النهضة)
- لجنة القطاعات الخدماتية: محمود البارودي (الرئيس, التحالف الديمقراطي)
- لجنة الطاقة والقطاعات الإنتاجية: محمد شفيق زرقين (الرئيس, التحالف الديمقراطي)
- لجنة الشؤون التربوية: عبد السلام شعبان (الرئيس, المؤتمر من أجل الجمهورية)
- لجنة الشؤون الاجتماعية: عبد المنعم كرير (الرئيس, غير المنتمين إلى الكتل)
- لجنة الحقوق والحريات والعلاقات الخارجية: سعاد عبد الرحيم (الرئيس, حركة النهضة)
- لجنة التشريع العام: كلثوم بدر الدين (الرئيس, حركة النهضة)
- لجنة البنية الأساسية والبيئة: جلال بوزيد (الرئيس, التكتل)

اللجان الخاصة:
- لجنة فرز الترشحات لعضوية هيئة الحقيقة و الكرامة المتعلقة بالعدالة الانتقالية: مصطفى بن جعفر (الرئيس, التكتل)
- لجنة التوافقات: مصطفى بن جعفر (الرئيس, التكتل)
- لجنة فرز الترشحات لعضوية الهيئة العليا المستقلة للانتخابات: مصطفى بن جعفر (الرئيس, التكتل)
- لجنة التحقيق في أحداث 9 أفريل: زياد العذاري (الرئيس, حركة النهضة)
- لجنة الخاصة للنظام الداخلي والحصانة: هيثم بلقاسم (الرئيس, المؤتمر من أجل الجمهورية)
- لجنة شهداء وجرحى الثورة وتفعيل العفو التشريعي العام: يمينة الزغلامي (الرئيس, حركة النهضة)
- لجنة الإصلاح الإداري ومكافحة الفساد: صلاح الدين الزحاف (الرئيس, الكتلة الديمقراطية)

الهيئة المشتركة:
- الهيئة المشتركة للتنسيق والصياغة: مصطفى بن جعفر (الرئيس, التكتل)

## مقالات ذات صلة
- انتخابات المجلس الوطني التأسيسي التونسي 2011
- الترويكا (تونس)
- الانتخابات في تونس
- سياسة تونس
- الانتقال الديمقراطي في تونس